# Trisector
Trisector – jedenasty album studyjny brytyjskiego zespołu z nurtu rocka progresywnego Van der Graaf Generator wydany w roku 2008.

## Lista utworów
Album zawiera utwory:
1. The Hurlyburly – 4:38
2. Interference Patterns – 3:52
3. The Final Reel – 5:49
4. Lifetime – 4:47
5. Drop Dead – 4:53
6. Only in a Whisper – 6:44
7. All That Before – 6:29
8. Over the Hill – 12:29
9. (We Are) Not Here – 4:04

## Twórcy
Twórcami albumu są:
- Peter Hammill – śpiew, fortepian, gitara elektryczna
- Hugh Banton – organy, gitara basowa
- Guy Evans – instrumenty perkusyjne